# Bommanahalli, Kanakapura
Bommanahalli là một làng thuộc tehsil Kanakapura, huyện Ramanagara, bang Karnataka, Ấn Độ.